# Dineshpur
Dineshpur é uma cidade e uma nagar panchayat no distrito de Udham Singh Nagar, no estado indiano de Uttaranchal.

## Demografia
Segundo o censo de 2001, Dineshpur tinha uma população de 8856 habitantes. Os indivíduos do sexo masculino constituem 52% da população e os do sexo feminino 48%. Dineshpur tem uma taxa de literacia de 57%, inferior à média nacional de 59.5%: a literacia no sexo masculino é de 65% e no sexo feminino é de 48%. Em Dineshpur, 17% da população está abaixo dos 6 anos de idade.